# Capparidastrum sprucei
Capparidastrum sprucei är en kaprisväxtart som först beskrevs av August Wilhelm Eichler, och fick sitt nu gällande namn av Hutchinson. Capparidastrum sprucei ingår i släktet Capparidastrum och familjen kaprisväxter. Inga underarter finns listade i Catalogue of Life.